# Marek Jablonski
Pour les articles homonymes, voir Jablonski.
Marek Jablonski (Cracovie, 5 novembre 1939 – Edmonton, 8 mai 1999) est un pianiste et pédagogue canadien, d'origine polonaise.

## Biographie
Jablonski entre au Conservatoire de Cracovie dès sa sixième année. En 1949, sa famille s'installe au Canada, où il est l'élève de Gladys Egbert (elle-même élève de Paderewski et Zygmunt Stojowski), et assiste aux cours d'été du Banff Centre for the Arts. En 1957, il reçoit la bourse Dimitri Mitropoulos et étudie à l'Aspen School de Denver (Colorado), et avec Rosina Lhevinne à la Juilliard School de New York. 
En 1961, il remporte le premier prix du Concours des Jeunesses musicales du Canada. Il se produit ensuite avec de nombreux orchestres canadiens, aux États-Unis et en Europe. Il joue notamment en novembre 1961 le premier Concerto pour piano de Chopin avec l'Orchestre symphonique de Montréal, avec le Toronto Symphony Orchestra en 1962, et avec l'American Symphony Orchestra en 1963, au Carnegie Hall de New York. En 1962, il est présenté dans la série télévisée Récital, de la CBC.
En 1963, il étudie à Londres, avec Ilona Kabos, et fait ses débuts parisiens Salle Gaveau. En 1965, il effectue des tournées à travers la France, l'Italie, l'Autriche, la Yougoslavie et la Pologne, et s'est produit en 1969 au Wigmore Hall de Londres. Entre 1969 et 1975, il réalise quatre tournées à travers l'URSS. En 1971, il visite Amsterdam, Berlin, Bruxelles, Londres, Madrid, Stockholm et Zurich. L'Office national du film du Canada a produit sur le musicien le film Jablonski. À Montréal, il donne, avec Glenn Gould, un concert de la musique des années 1920.
Le répertoire de Marek Jablonskis comprend des œuvres de Liszt, Brahms, Beethoven, Mozart, Schubert, Szymanowski et Rachmaninoff. Mais son intérêt principal a toujours été les œuvres pour piano de Chopin. 
Parallèlement à son activité de concertiste, Jablonski a donné des classes de maître à Toronto, Montréal, Bergame, Milan et Corfou, et de 1974 à 1998, chaque été, au Banff Centre for the Arts. De 1975 à 1981, il a enseigné à l'Université du Manitoba, de 1985 à 1993, au Royal Conservatory of Music de Toronto (RCMT), enfin à l'Université de l'Alberta.
Les principaux élèves de Jablonski sont : Jon Kimura Parker, Kevin Fitzgerald, Bernadene Blaha et Francine Kay. En 1999 est créé le Prix Marek Jablonski pour les jeunes interprètes des œuvres de Chopin, dont le premier Lauréat est Thomas Yu.